# Teatr leśny Kytlice
Teatr leśny Kytlice (cz. Lesní divadlo Kytlice, także: Lesní divadlo Mlýny) – leśna, plenerowa scena teatralna zlokalizowana pomiędzy wsiami Kytlice i Mlýny w powiecie Děčín w Czechach (kraj ustecki).
Obiekt powstał na bazie zainteresowania amatorskim ruchem teatralnym ze strony ludności Szwajcarii Czeskiej, które ukształtowało się w początku XX wieku. W 1931 lokalny szlifierz szkła Franz Marschner przekształcił porębę otoczoną częściowo rozczłonkowanymi piaskowcowymi formacjami skalnymi w rodzaj amfiteatru. W pobliżu uruchomił też turystyczną restaurację. Początkowo wystawiano tu operetki, a potem również sztuki dramatyczne. Najbardziej interesujące tytuły, wystawiane przy bogatej scenografii, gromadziły nawet tysięczną publiczność. Po 1945 i wysiedleniu Niemców sudeckich, z których składały się w głównej mierze amatorskie zespoły, scena podupadła. Została ponownie uruchomiona w 2003 z inicjatywy kierownika stowarzyszenia teatralnego Kamenice, Karela Krejčí'ego. Pierwsza wystawiona sztuka zgromadziła pięciuset widzów. Obecnie w teatrze regularnie wystawiane są sztuki teatralne, organizowane są festiwale teatralne i folklorystyczne oraz różne koncerty.